# Hohleborn (Bad Salzungen)
Hohleborn ist seit 1973 ein Stadtteil von Bad Salzungen im Wartburgkreis in Thüringen.

## Geografie
Der Ort Hohleborn liegt etwa vier Kilometer (Luftlinie) südwestlich der Kernstadt Bad Salzungen und zwei Kilometer westlich des Ortsteiles Langenfeld. Der Ort liegt am Fuß der Nordostabdachung der Vorberge der Rhön in einem Taleinschnitt. Über die Kreisstraße 94 nach Langenfeld ist der Ort an die B 285 angebunden. Höchste Erhebung ist der Salzunger Berg (481,4 m ü. NN). Das Gewässernetz besteht aus einigen Quellen (Tröpfleinsborn, Hundsborn) die nach Norden als Leimbach in das Werratal abfließen.

## Geschichte
Das auf eine Hofanlage zurückverfolgbare Dorf wurde am 1. Dezember 1312 erstmals urkundlich erwähnt.
Der alte Verkehrsweg von Stadtlengsfeld in das Werratal bei Bad Salzungen kann bis in unmittelbare Nähe der heutigen Siedlungsstelle vom Forstort Tröpfleinsborn als Hohlwegbüschel abgewandert werden. Offenbar leisteten die in Hohleborn sitzenden Bauern für die Passage über den steilen, am Tröpfleinsborn vorbeiführenden Weg Vorspanndienste, um die 100 m Höhenunterschied bis zur Passhöhe zu bewältigen.
Der Ort Hohloborn war bereits im Mittelalter mit dem benachbarten Dorf Langenfeld verbunden, dort befanden sich Pfarrkirche, Schule und Schenke. Der Ortsname deutet auf einen besonderen Brunnen hin, aus der Literatur ist bekannt, dass der Hohleborner Quell vorübergehend versiegt war (hohl bedeutet auch leer), durch Nachgrabungen wurde die wasserführende Schicht erneut getroffen und füllt nun einen kleinen Teich in der Ortslage. Auch die Salzunger Pfännerschaft suchte im Hohleborner Gebiet nach weiteren Salzquellen.
Der Flurname „Salzunger Berg“ erklärt sich jedoch aus der Forstnutzung. Die Wälder dienten der etwa fünf Kilometer entfernten Salzunger Saline als Feuerholz für die Siedepfannen.
Im Dreißigjährigen Krieg wurde Hohleborn über Jahrzehnte zur Wüstung. Die aus der Langenfelder Kirchenchronik von Walch ermittelten Angaben nennen drei Höfe, die von den Kriegsparteien mehrfach geplündert und gebrandschatzt wurden. Die Überlebenden verließen den Ort und lebten in Langenfeld und Salzungen.
1705 wagten sechs Einwohner von Langenfeld den Wiederaufbau der Siedlung. 1813 bestand der Ort nach Walch aus sechs Wohnhäusern und 32 Einwohnern. Der zur Gemarkung gehörige Wald war in ganerblichem Besitz der Salzunger Pfännerschaft. 1713 wurde das erste Kind der Neusiedler geboren und im Langenfelder Taufregister notiert.
Geologische Untersuchungen (Tiefbohrungen) wurden 1894 zur Bestimmung der Salzlagerstätten bei Langenfeld und Hohleborn in Auftrag gegeben.  Am 1. Juli 1950 wird Hohleborn eine Ortschaft im neu gegründeten Landkreis Bad Salzungen. 1973 erfolgt die Eingemeindung mit Langenfeld und Kaltenborn in das Stadtgebiet von Bad Salzungen. Der landwirtschaftlich geprägte Ort besitzt auch ein Forsthaus.
Am 30. Juni 2009 wohnten 50 Einwohner in Hohleborn.
Zur 700-Jahr-Feier am 8. September 2012 wurden alle 16 Häuser geschmückt und die 47 Einwohner begrüßten fast 1000 Gäste im Ort. Aus Anlass des Ortsjubiläums wurde eine Ortschronik angefertigt.